# Maihaugen
Maihaugen anche chiamato Sandvigske Samlinger (collezione Sandvig) è il più grande museo all'aperto della Norvegia. È situato a Lillehammer nella contea di Innlandet e comprende oltre 200 edifici i più antichi dei quali risalgono al XIII secolo.
Dal 2011 fa parte della Fondazione Museo di Lillehammer che comprende altri siti e musei come la casa di Bjørnstjerne Bjørnson ad Aulestad nel comune di Gausdal, la casa di Sigrid Undset a Lillehammer, il Museo Olimpico Norvegese, il Museo Postale e il Museo d'arte di Lillehammer.

## Storia

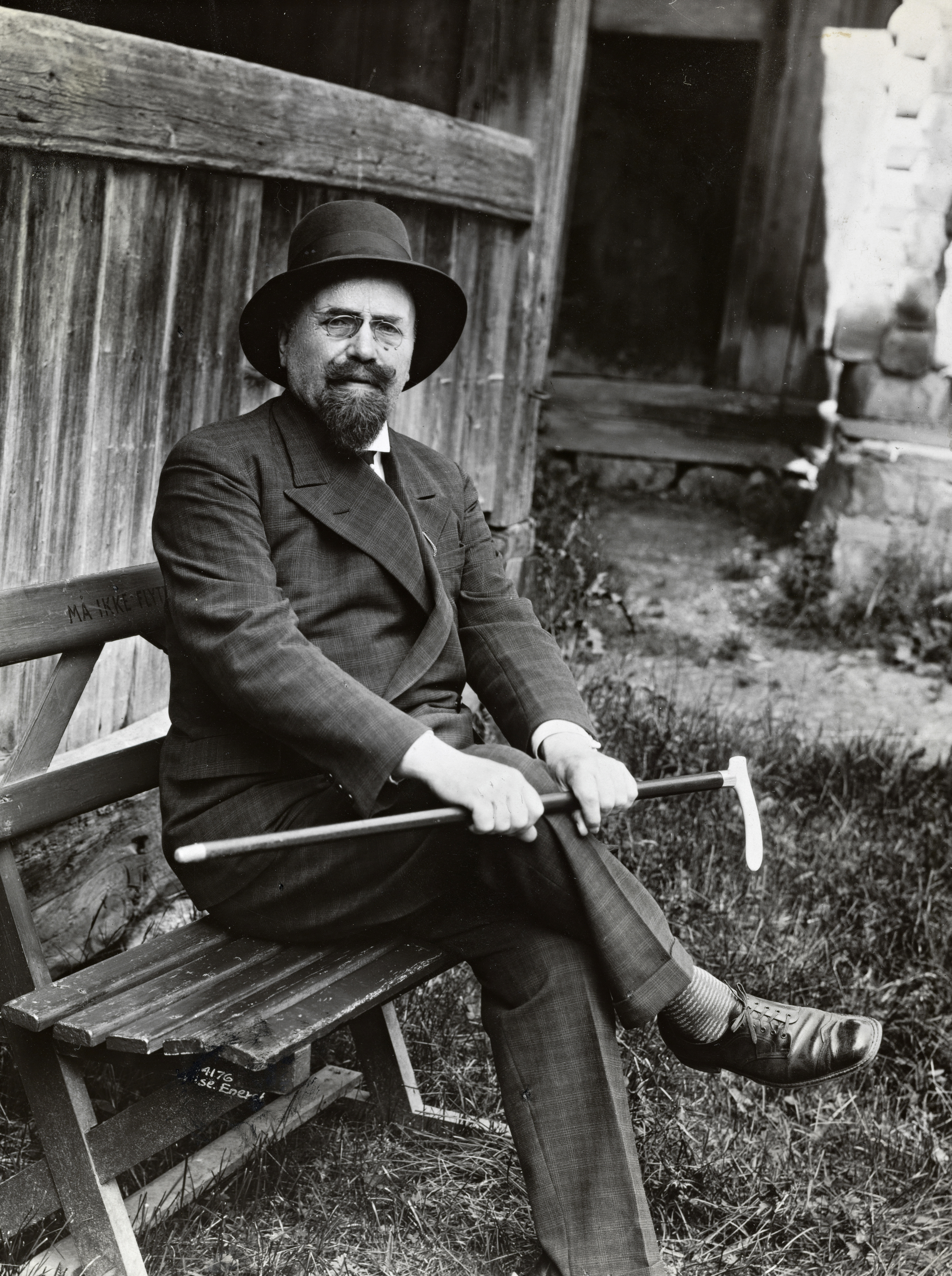
Anders Sandvig, il fondatore, in una foto del 1929

Il dentista Anders Sandvig arrivò a Lillehammer nel 1885 e ben presto iniziò a collezionare oggetti tradizionali del Gudbrandsdalen tra cui oggetti religiosi, casalinghi realizzati in legno e mobili antichi. Inizialmente attratto soprattutto da oggetti fuori dall'ordinario il suo interesse si spostò progressivamente ad includere anche oggetti di uso quotidiano e attrezzi da artigiani che inizialmente acquistava direttamente dai proprietari e in seguito da antiquari.
Motivato dal timore che gli oggetti antichi venissero portati nei musei etnografici della capitale divenne sempre più sistematico negli acquisti di oggetti fino ad arrivare all'acquisto del primo edificio nel 1894. Seguirono altri edifici con i relativi arredi.
Nel 1901 vendette la collezione alla città di Lillehammer che fondò il museo di cui Sandvig divenne dapprima curatore e in seguito direttore fino al 1946. Pur avendo iniziato in modo amatoriale nel tempo acquisì una grande competenza sul collezionismo etnografico. Nel 1907 venne conferito il più alto grado dell'ordine reale di Sant'Olav.
Al successivo direttore, l'archeologo Sigurd Grieg, si deve un'ulteriore espansione del museo, venne costruito un edificio per custodire le vecchie officine, i magazzini, le stanze di lavoro e le collezioni speciali. Sotto la sua direzione iniziò anche l'attività di ricerca che proseguì con il direttore successivo, lo storico e museologo Fartein Valen-Sendstad.
Nel 1967 fu costruito un centro congressi. Prima delle Olimpiadi del 1994 vi fu una nuova espansione del museo, l'edificio principale divenne un centro culturale con una sala di oltre 700 posti, un caffè, il negozio museale e altre aree espositive.
Negli anni successivi la collezione venne riorganizzata e la struttura è stata ulteriormente sviluppata ed ingrandita. 

## Struttura

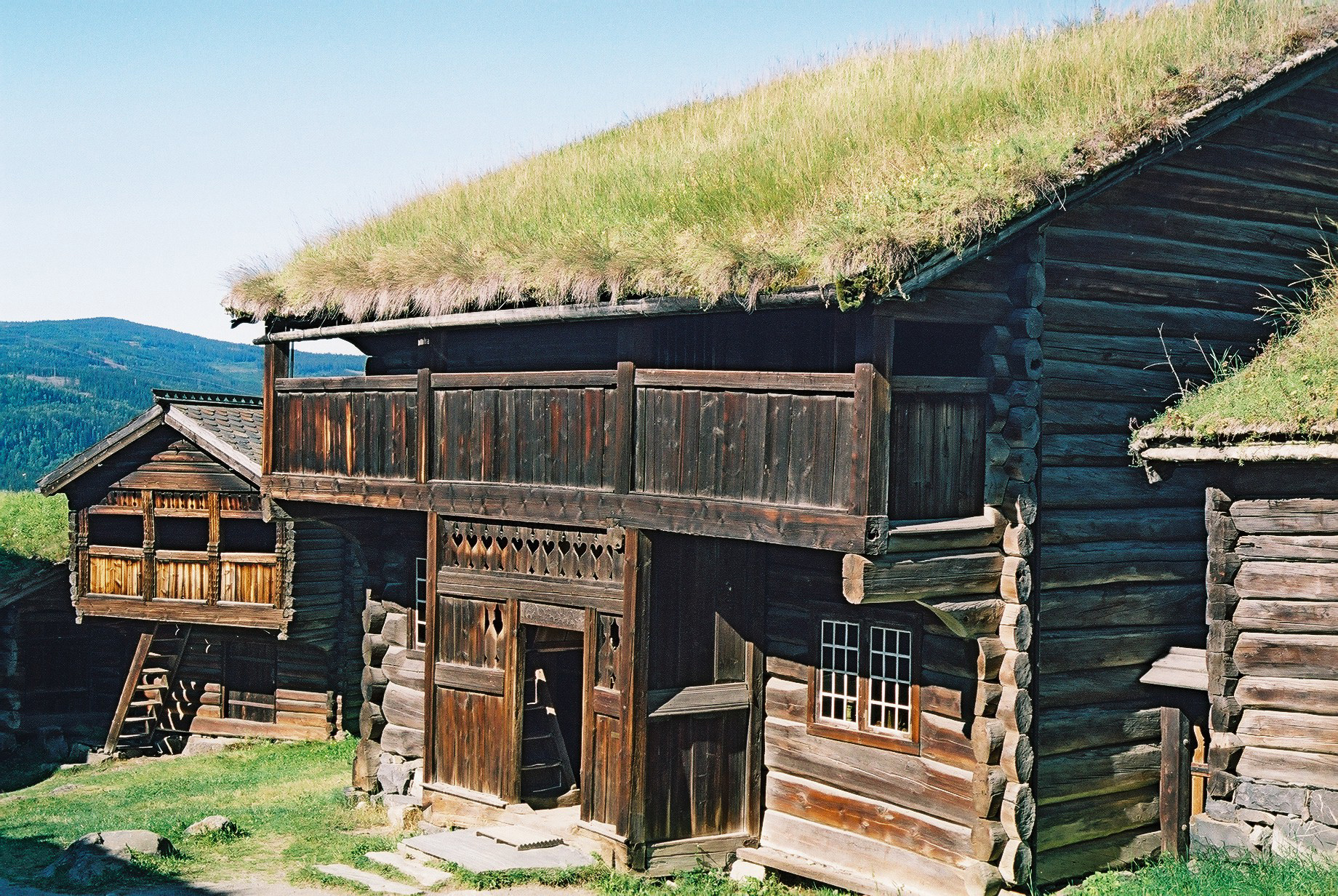
Uno scorcio della fattoria Bjørnstad

Il museo all'aperto comprende edifici che sono stati spostati da varie località di Gudbrandsdalen, Lillehammer, Gardermoen e Oslo e risalenti ad epoche diverse. 
Il museo si divide in diverse aree:
- "L'area rurale" che comprende numerosi edifici tra cui alcune fattorie del 1700 con tutti gli edifici di supporto, botteghe artigiane, la vecchia scuola, la casa del vicario e anche la stavkirke di Garmo,[5] un'imponente chiesa di legno risalente al XIII secolo.[2]
- "La città" che comprende edifici di Lillehammer del XIX secolo che si snodano lungo la strada principale e comprendono edifici residenziali, botteghe, cortili, la farmacia e la casa del farmacista, l'ufficio postale, la stazione ferroviariae altri edifici cittadini.[6]
- "L'area residenziale" in cui viene mostrato lo sviluppo tecnologico e del concetto di abitazione negli edifici residenziali monofamiliari svedesi dall'inizio del 1900 fino alla casa del futuro[7] del 2001. [2]
- "Il paesaggio culturale": viene mostrato come le tecniche agricole tradizionali e scelte e forme di allevamento hanno avuto un impatto sul paesaggio[8]

Tra gli edifici si trova il grande complesso agricolo della fattoria Bjørnstad che comprende in tutto 27 edifici, trasferita nel 1913 è stata la prima fattoria di queste dimensioni a essere trasferita in un museo.
Nei mesi estivi il museo è animato da attori e figuranti in costumi tradizionali ed abbigliamento dell'epoca che interagiscono con i visitatori per spiegare le attività, l'uso degli attrezzi e lo stile di vita dell'epoca dell'area in cui si trovano.